# Нимислярово
Нимисля́рово (тат.  Нимисләр, баш.  Нимисләр) — село в Нуримановском районе Башкортостана, входит в состав Новокулевского сельсовета.

## Географическое положение
В 2 км от Нимислярова озеро Упканкуль.
Расстояние до:
- районного центра (Красная Горка): 18 км,
- центра сельсовета (Новокулево): 5 км,
- ближайшей ж/д станции (Иглино): 33 км.

## История
До 2008 года село являлось административным центром Нимисляровского сельсовета.

## Население
| 2002 | 2009 | 2010 |
| ---- | ---- | ---- |
| 660  | ↗771 | ↘691 |

Национальный состав
Согласно переписи 2002 года, преобладающая национальность — башкиры (86 %).

## Религия
В селе есть мечеть.

## Известные уроженцы
- Шаймухаметов, Муфтахутдин Бадретдинович (27 июля 1911 — 14 сентября 1979) — начальник установки Уфимского нефтеперерабатывающего завода, Герой Социалистического Труда (1959)[6].

## Достопримечательности
- Озеро Упканкуль — ценный ботанический памятник природы с редкими видами растений, занесёнными в Красную книгу РФ — водяной уральский орех и алатырский водяной орех[7][8].